# Fasching Antal

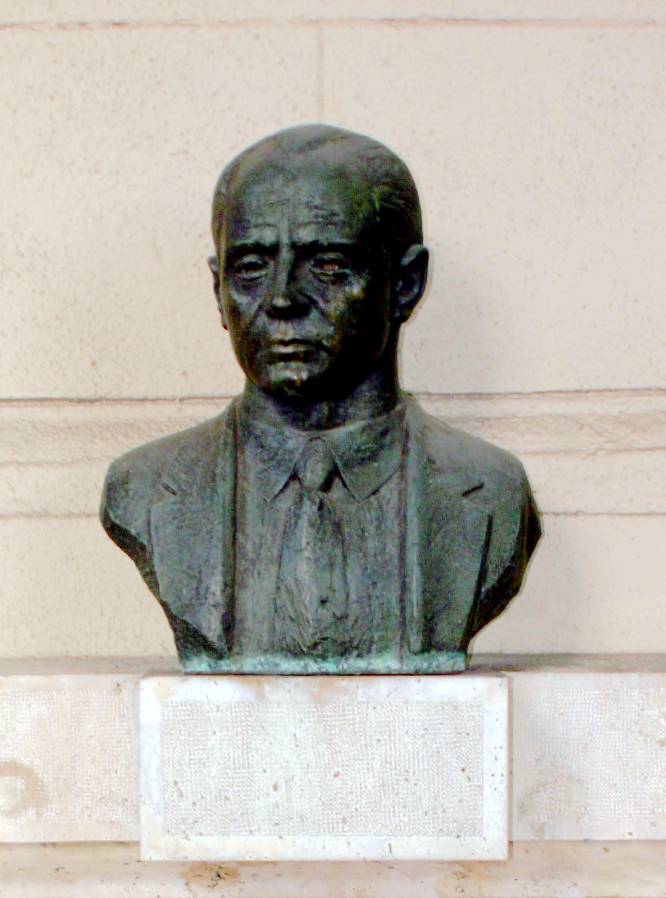
Fasching Antal mellszobra az AM épülete előtt Budapesten

Fasching Antal (Temesvár, 1879. június 6. – Budapest, 1931. október 12.) földmérő mérnök.

## Élete, munkássága
Apja cipészmester volt. Szülei elvesztése után Budapestre költözött és beiratkozott a Magyar kir. József Műegyetemre, ahol állami ösztöndíjat kapott. 
1902-ben szerzett mérnöki oklevelet, majd 1906-ban műszaki doktori oklevelet a műegyetemen. Az országban ő volt az első, akit geodéziai doktorrá avattak.
Az 1902-1905 közötti időszakban a műegyetem geodézia tanszékén tanársegéd, majd adjunktus.
1906-tól az Állami Háromszögelő Hivatalban mérnök. 1909-ben az országos új hengervetület megalkotásáért elnyerte a Magyar Mérnök és Építész Egylet aranyérmét, majd háromkötetes geodéziai kézikönyvéért Hollán-díjat kapott. 1912-től műegyetemi magántanár és az „országos felmérés” meghívott előadója, valamint a pénzügyminisztérium központi felmérési felügyelője.
A Tanácsköztársaság bukása után feljelentették és minisztériumi vizsgálatot folytattak le ellene, de minden vádpontban felmentették. Ennek ellenére 1920-ban Fasching nyugdíjazását kérte, és a Szerb–Horvát–Szlovén Királyság meghívására előbb két évre Belgrádban vállalt állást, majd 1923-tól négy évig a zágrábi műegyetemen lett a geodézia előadója.
Amikor további működéséhez a jugoszláv állampolgárság felvételét követelték, a zágrábi egyetemről 1927 decemberében hazatért. Ekkor újra a Háromszögelő Hivatalba került, illetve a Honvéd Térképészeti Intézet munkatársaként dolgozott haláláig. Sírja a budapesti Farkasréti temetőben volt  található.

## Művei
- Javaslat a magyar országos felmérések újjászervezésére vonatkozólag (Bp., 1906)
- A magyar országos háromszögelések és részletes felmérések új vetületi rendszere (Bp., 1909)
- A földméréstan kézikönyve (I–III., Bp., 1912–1913)
- Az új geodézia (Bp., 1926)

## Emlékezete
Az 1969-ben alapított Fasching Antal-díj a földmérés, a földügy és a térképészet terén kiemelkedő elméleti, gyakorlati és tudományos tevékenység elismeréséül, március 15-e alkalmából adományozható. Ezt a díjat 1977-ig emlékplakettként, 1977 és 1992 között pedig emlékéremként adományozták.
Fasching Antal 1982-ben felavatott bronz mellszobra az Agrárminisztérium Kossuth-téri (47°30'24.97"É, 19° 2'53.43"K) árkádja alatt található.

## Külső hivatkozások
- Fasching Antal, a Magyar életrajzi lexikon szócikke
- Geodézia és Kartográfia, 2004. december – Szemle